# Medical Dictionary for Regulatory Activities
Das Medical Dictionary for Regulatory Activities (deutsch: Medizinisches Wörterbuch für Aktivitäten im Rahmen der Arzneimittelzulassung), abgekürzt MedDRA, ist eine Sammlung standardisierter, vorwiegend medizinischer Begriffe, die in verschiedensten regulatorischen Prozessen rund um die Arzneimittelzulassung verwendet werden.
MedDRA ist von Bedeutung für die einheitliche Erfassung, Klassifizierung und Verarbeitung von unerwünschten Arzneimittelereignissen und unerwünschten Arzneimittelwirkungen („Nebenwirkungen“) sowohl in der Prä- als auch Post-Marketing Phase von Fertigarzneimitteln (Klinische Studien aller Phasen, Pharmakovigilanz). In der EU und in den USA ist die Verschlüsselung von unerwünschten Ereignissen gemäß der MedDRA-Terminologie vorgeschrieben für die elektronische Übermittlung an die zuständigen Behörden über den E2B(R2) / E2B(R3)-Standard. Auch in der Erstellung der Fachinformationen (Zusammenfassung der Merkmale des Arzneimittels) ist die Verwendung von MedDRA-Terminologie vorgeschrieben.

## Hintergrund
MedDRA wurde unter der Federführung des International Council for Harmonisation of Technical Requirements for Pharmaceuticals for Human Use (ICH) entwickelt. Dabei standen die Schaffung einer Basis für eine international einheitliche Kommunikation zwischen Zulassungsbehörden und pharmazeutischen Unternehmen sowie eine automatisierbare Datenübermittlung im Fokus.
Die mittels MedDRA vereinheitlichten und codierten Begriffe umfassen Bezeichnungen für klinische Zeichen, Symptome, Krankheiten, Diagnosen, therapeutische Indikationen, Medikationsfehler und Produktqualitätsbegriffe, chirurgische und medizinische Eingriffe und diverse anamnestische Merkmale. Auch Namen und qualitative Ergebnisse von Untersuchungen, z. B. erhöht, erniedrigt, normal, anomal, nachweisbar, nicht nachweisbar, positiv und negativ werden durch MedDRA definiert.
MedDRA ist ein eingetragenes Warenzeichen der ICH. Der Vertrieb und die Pflege von MedDRA wird über die Maintenance and Support Services Organisation (MSSO) wahrgenommen.
Die MSSO veröffentlicht halbjährlich Aktualisierungen: die Veröffentlichung im März beinhaltet complex changes, also Änderungen in allen Hierarchiestufen, im September werden nur Änderungen in den unteren zwei Stufen LLT und PT veröffentlicht (simple changes). Die Versionsnummern enden für complex changes auf .0 und für simple changes auf .1. Die neue Version sollte jeweils ab dem 2. Montag des 2. Monats nach Veröffentlichung verwendet werden.
Aktuell ist MedDRA in 24 Sprachen verfügbar.

## Struktur
Die MedDRA Begriffssammlung ist hierarchisch strukturiert. Sie umfasst auf der untersten Ebene über 78.000 Bezeichnungen (so genannte Terme), die über verschiedene Stufen und Pfade in 27 systematischen Klassifikationen in der obersten Ebene zusammengeführt werden. Diese Klassen in der obersten Ebene bilden das Organklassensystem (System Organ Class, SOC). Jede Ebene ist durch eine bestimmte Granularität charakterisiert.

### Hierarchie
Die MedDRA-Terme sind hierarchisch in fünf Ebenen angeordnet:
| System Organ Class (SOC) Systemorganklasse                      |
| ↓                                                               |
| High Level Group Term (HLGT) Gruppenbezeichnung der hohen Ebene |
| ↓                                                               |
| High Level Term (HLT) Bezeichnung der hohen Ebene               |
| ↓                                                               |
| Preferred Term (PT) Bevorzugte Bezeichnung                      |
| ↓                                                               |
| Lowest Level Term (LLT) Bezeichnung der niedrigsten Ebene       |

### Terme
Bei der Erstellung von MedDRA sind Begriffe aus verschiedenen bereits bestehenden Terminologien wie Coding Symbols for Thesaurus of Adverse Reaction Terms (COSTART), International Classification of Diseases, Ninth Revision (ICD-9), Japanese Adverse Reaction Terminology (J-ART), WHO Adverse Reaction Terminology (WHO-ART) und Hoechst Adverse Reaction Terminology System (HARTS) mit eingeflossen.  Die halbjährlichen Updates berücksichtigen neue und gestrichene Terme. Auch kommen Umordnungen von Termen hinsichtlich der jeweils höheren Ebene vor.

### Organklassen
Die Begriffe in MedDRA sind auf der höchsten Hierarchieebene siebenundzwanzig Organklassen zugeordnet:
1. Infektionen und parasitäre Erkrankungen
2. Gutartige, bösartige und unspezifische Neubildungen (einschl. Zysten und Polypen)
3. Erkrankungen des Blutes und des Lymphsystems
4. Erkrankungen des Immunsystems
5. Endokrine Erkrankungen
6. Stoffwechsel- und Ernährungsstörungen
7. Psychiatrische Erkrankungen
8. Erkrankungen des Nervensystems
9. Augenerkrankungen
10. Erkrankungen des Ohrs und des Labyrinths
11. Herzerkrankungen
12. Gefäßerkrankungen
13. Erkrankungen der Atemwege, des Brustraums und Mediastinums
14. Erkrankungen des Gastrointestinaltrakts
15. Leber- und Gallenerkrankungen
16. Erkrankungen der Haut und des Unterhautgewebes
17. Skelettmuskulatur-,  Bindegewebs- und Knochenerkrankungen
18. Erkrankungen der Nieren und Harnwege
19. Schwangerschaft, Wochenbett und perinatale Erkrankungen
20. Erkrankungen der Geschlechtsorgane und der Brustdrüse
21. Kongenitale, familiäre und genetische Erkrankungen
22. Allgemeine Erkrankungen und Beschwerden am Verabreichungsort
23. Untersuchungen
24. Verletzung, Vergiftung und durch Eingriffe bedingte Komplikationen
25. Chirurgische und medizinische Eingriffe
26. Soziale Umstände
27. Produktprobleme

## Codierung
Die Codierung, d. h. die Auswahl der Terme und die Zuordnung innerhalb der Ebenen und entlang der Pfade, erfolgt rechnergestützt und nach komplexen Regeln. Jeder Term wird über einen 8-stelligen numerischen Code verschlüsselt.

## Recherche
Für eine Datenbankabfrage steht das Tool Standardised MedDRA Queries (SMQs) zur Verfügung. Die Struktur von MedDRA erlaubt die Vergleichbarkeit unerwünschter Arzneimittelwirkungen, ihre Addition und die Zusammenfassung entlang definierter Pfade.

## Japan
Neben der herkömmlichen MedDRA-Version existiert zusätzlich eine japanische Version mit dem Namen MedDRA/J. Diese wird vom japanischen Gegenstück zur MSSO, der sogenannten Japanese Maintenance Organization (JMO), gepflegt, um die Anforderungen des nationalen Ministeriums für Gesundheit, Arbeit und Soziales (MHLW) zu erfüllen.